# Перничи, Барбара
Барбара Перничи (итал. Barbara Pernici; род. 26 июня 1956, Триест) — итальянская шахматистка, мастер ФИДЕ по шахматам среди женщин.

## Биография
С середины 1970-х до начала 1980-х была одной из ведущих шахматисток Италии. Пять раз побеждала на чемпионатах Италии по шахматам среди женщин (1974, 1977, 1978, 1979, 1981). Представляла Италию на трех шахматных олимпиадах (1976, 1980—1982), где в индивидуальном зачете завоевала золотую (1982) медаль на первой доске. Позднее завершила свою карьеру шахматистки.
Получила звание доктора наук в электронике в Миланском техническом университете и звание доктора наук в информатике в Стэнфордском университете. Преподавала в университете в Удине. С 1993 года является профессором в Миланском техническом университете.